# Ruth Burri
Ruth Anna Burri (* 17. Januar 1935 in Bern; † 3. Mai 2019 in Seftigen) war eine Schweizer Künstlerin.

## Leben und Werk
Ruth Burri war mit Hanspeter verheiratet und lebte mit ihrer Familie von 1958 bis 1968 in São Paulo. Sie begann in den freien Ateliers an der privaten Hochschule Fundação Armando Alvares Penteado zu arbeiten und schuf zahlreiche Holzschnitte, Radierungen sowie Skulpturen aus Holz und Beton. Als die Familie in die Schweiz zurückkehrte, lebte sie in Genf und Ruth Burri begann zu malen. Von 1972 bis 1995 arbeitete Burri in ihrem Atelier in Worb. Mit ihrem Mann erwarb sie 1995 eine ehemalige Wagnerei in Setingen und richtete sich dort ihr Atelier ein. Hier entstanden Radierungen, Druckgrafiken, Malereien, Objekte, Skulpturen und Kunst am Bau. Ruth Burri war Mitglied der Schweizerische Gesellschaft Bildender Künstlerinnen Sektion Bern und stellte ihre Werke u. a. in der Kunsthalle Bern, Kunstmuseum Bern sowie in Galerien aus.